# Prumna primnoides
Prumna primnoides är en insektsart som beskrevs av Ikonnikov 1911. Prumna primnoides ingår i släktet Prumna och familjen gräshoppor. Inga underarter finns listade i Catalogue of Life.